# Кратер (фильм)
Кратер — американский научно-фантастический приключенческий фильм о совершеннолетии 2023 года, снятый Кайлом Патриком Альваресом по сценарию Джона Гриффина. В ролях Исайя Рассел-Бейли, Маккенна Грейс, Билли Бэррэтт, Орсон Хонг, Томас Бойс и Скотт Мескади . Фильм был выпущен на Disney+ 12 мая 2023 года.

## Сюжет
В 2257 году люди добывают ресурсы на Луне после неудачной попытки колонизации. Шахтёрам даётся 20 лет работы перед перемещением на другую планету Омегу. Смерть шахтёра означает, что его ближайшие родственники должны прибавить его неотработанные годы к собственным 20-ти годам, если они старше 18 лет. Майкл Ченнинг, отец Калеба, погибает в шахте и в завещании приказывает отправить Калеба на Омегу, но Калеб не хочет уезжать, так как он обещал отцу посетить кратер на Луне; ему дают три дня до отъезда.
Калеб убеждает друзей отправиться на вездеходе к кратеру Луны. Дилан нанимает Эдисон Уивер, чтобы помочь им получить доступ к базе. Эддисон соглашается при условии своего участия. Пятеро останавливаются, чтобы полюбоваться открывшимся видом, и во время путешествия каждый из них рассказывает о себе. Борни невротичен, Маркус принимает таблетки от сердечного заболевания, а отец Дилана бросил его из-за работы в шахте.
Дети играют с кислородными баллонами. Борни чуть не улетает в космос, но его спасают. Они находят аванпост для будущих лунных жителей. Дети получают кислород и пищу, и Эддисон рассказывает истории о Земле. Она огорчена, что ее мать увезла брата. Марсоход разрядился, но они вызывают помощь и направляются к кратеру.
Дети находят гигантский светящийся куб, который является входом в подземный бункер с прудом и деревом. Они находят скрытую кнопку, и бункер имитирует поверхность Земли. Калеб находит прах своей матери и фотографию своих родителей и кладет прах отца рядом с прахом матери. Калеб понимает, что его отец покончил с собой, чтобы он мог отправиться на Омегу. Маркус теряет сознание из-за болезни сердца, и дети вынуждены отвезти его обратно к марсоходу. Грядет метеоритный шторм, им удается вернуться, но Дилан теряет сознание и переднее окно марсохода разбивается. Кислород заканчивается, но приходят спасатели. Калебу удается помириться с Диланом.
Калеб проснулся на Омеге и узнал, что с его друзьями все хорошо. Маркус основал бейсбольную команду, Эдисон провел забастовку, Борни стал администратором. Дилан и Эдисон поженились, а так же у них родились дети и внуки. Калеб встретился с Чарли и они обменялись историями.

## Роли озвучивают
- Исайя Рассел-Бейли в роли Калеба Ченнинга
  - Охотник за героями как Young Caleb
- Маккенна Грейс в роли Эддисон Уивер
- Билли Бэррэтт, как Дилан
  - Брэд Дэвидорф в роли взрослого Дилана
  - Дэнн Флорек в роли старшего Дилана
- Орсон Хонг, как Борни
- Томас Бойс, как Маркус
- Скотт Мескади в роли Майкла Ченнинга
- Селенис Лейва в роли Марии Слейтер
- Карсон Минниар в роли Чарли Уивера
- Вивиана Чавес в роли медсестры
- Мэтью Риммер, как посланник
- Майкл Пападжон, как шахтер

Сообщается, что Брэйди Нун играл персонажа по имени Гектор, но он не появляется в финальной версии.

## Производство
Спец-сценарий Джона Гриффина изначально был включен в «Черный список» 2015 года, ежегодный список лучших невыпущенных сценариев года, где он получил 34 голоса. 8 ноября 2017 года было объявлено, что компания 20th Century Fox приобрела сценарий у супервайзера по визуальным эффектам Рпина Суванната. Однако в результате приобретения 21st Century Fox компанией Disney развитие проекта было остановлено. Первоначально Шон Леви вел переговоры о постановке фильма, но 12 января 2021 года его заменил Кайл Патрик Альварес . Вместо этого Леви был прикреплен к продюсированию проекта вместе со своим партнером по производству 21 Laps Entertainment Дэном Левином . В связи с приобретением Fox фильм был перенесен на потоковый сервис Disney Disney + для эксклюзивной потоковой премьеры вместо традиционного театрального выпуска. Бюджет фильма оценивался в 53,4 миллиона долларов.
В марте 2021 года Маккенна Грейс снялась в фильме вместе с Исайей Рассел-Бейли, Билли Бэррэттом, Орсоном Хонгом и Томасом Бойсом. Скотт Мескади был выбран в мае.
Основные съемки начались 21 июня 2021 года в Celtic Studios в Батон-Руж, штат Луизиана . Съемки также проходили в Лос-Анджелесе и продлились до 20 августа 2021 года. Первое изображение фильма было опубликовано 29 марта 2023 года.

## Выпуск
Фильм был выпущен в потоковом режиме 12 мая 2023 года на Disney+ .

## Оценки
На веб-сайте с оценками Rotten Tomatoes рейтинг одобрения Crater составляет 56% на основе 27 обзоров со средней оценкой 5,9/10.

## Рекомендации
1. ↑  Internet Movie Database (англ.) — 1990.
2. ↑  'Crater' Trailer: Steven Mckenna Grace, Brady Noon, Piper Rubio, Billy Barratt And Isaiah Russell-Bailey. Дата обращения: 14 мая 2023. Архивировано 10 мая 2023 года.
3. ↑  Hipes, Patrick. Black List 2015 Scripts Announced With 'Bubbles' King Of The Jungle – Full List. Deadline Hollywood (14 декабря 2015). Дата обращения: 23 мая 2021. Архивировано 16 мая 2021 года.
4. ↑  Kroll, Justin. Fox and Shawn Levy Team on Sci-Fi Spec 'Crater' (EXCLUSIVE). Variety (8 ноября 2017). Дата обращения: 23 февраля 2021. Архивировано 11 августа 2020 года.
5. ↑  Geisinger, Gabriella. Fox movies scrapped forever after Disney's big takeover. Digital Spy (8 августа 2019). Дата обращения: 9 марта 2021. Архивировано 12 февраля 2021 года.
6. ↑  Kroll, Justin. Kyle Patrick Alvarez To Direct 'Crater' For Disney Plus And 21 Laps Entertainment. Deadline Hollywood (12 января 2021). Дата обращения: 23 февраля 2021. Архивировано 13 января 2021 года.
7. ↑  Fastlane NextGen: Initial Certification Search (Type "Crater" in the search box). Louisiana Economic Development (8 апреля 2021). Дата обращения: 20 августа 2020. Архивировано 15 июня 2020 года.
8. ↑  Kroll, Justin. 'Gifted' Breakout Mckenna Grace To Star in 'Crater' For Disney Plus And 21 Laps Entertainment. Deadline Hollywood (18 марта 2021). Дата обращения: 18 марта 2021. Архивировано 18 марта 2021 года.
9. ↑  Kroll, Justin. Isaiah Russell-Bailey To Star in Disney Plus' 'Crater'; Billy Barratt, Orson Hong And Thomas Boyce Round Out Ensemble. Deadline Hollywood (26 марта 2021). Дата обращения: 1 апреля 2021. Архивировано 27 марта 2021 года.
10. ↑  Kroll, Justin. Scott Mescudi Joins Sci-Fi Pic 'Crater' For Disney Plus and 21 Laps. Deadline Hollywood (19 мая 2021). Дата обращения: 19 мая 2021. Архивировано 19 мая 2021 года.
11. ↑  Boone, Timothy. Disney+ movie to film this summer at Celtic Studios, throughout Baton Rouge. The Advocate (17 мая 2021). Дата обращения: 21 июня 2021. Архивировано 20 мая 2021 года.
12. ↑  Crater. Production List. Дата обращения: 25 мая 2021. Архивировано 9 марта 2021 года.
13. ↑  Peralta, Diego. First 'Crater' Image Shows McKenna Grace Ready to Explore Outer Space (англ.). Collider (29 марта 2023). Дата обращения: 30 марта 2023. Архивировано 29 марта 2023 года.
14. ↑  Rose, Niko. 'Crater' Starring Isaiah Russell-Bailey, Scott Mescudi And More Gets May Release Date At Disney+ (амер. англ.). Yahoo News (30 марта 2023). Дата обращения: 30 марта 2023. Архивировано 30 марта 2023 года.
15. ↑  Crater. Rotten Tomatoes. Fandango Media. Дата обращения: 12 мая 2023. Архивировано 12 мая 2023 года.